# Bibiana von Pernstein
Bibiana von Pernstein (1578 – Castiglione delle Stiviere, 17 febbraio 1616) è stata una nobile ceca.

## Biografia
È stata baronessa e figlia di Vratislav von Pernstein, della nobile famiglia Pernstein, Gran Cancelliere di Boemia
e di Maria Maximiliana Manrique de Lara y Briceno (1538-1608).

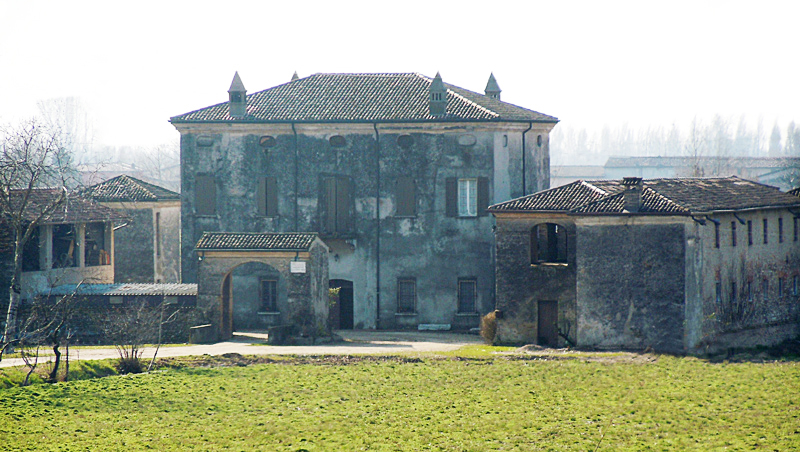
Gozzolina di Castiglione delle Stiviere, Casino Pernestano

In suo onore nel 1610 circa Francesco Gonzaga fece costruire in località Gozzolina il Casino Pernestano (da cui il nome), dimora di villeggiatura dei Gonzaga di Castiglione. L'edificio, che si sviluppa su due piani, sorge all'interno di un cortile circondato da un muro di cinta quadrato con torrette difensive agli angoli.
A seguito delle molteplici gravidenze la salute di Bibiana, già cagionevole,  rimase compromessa e nel giugno 1614 cadde inferma.
Morì nel 1616 e fu tumulata nella chiesa del convento dei Cappuccini.

## Discendenza
Il 5 febbraio 1598 sposò a Praga all'età di quattordici anni Francesco Gonzaga, terzo marchese di Castiglione, che intendeva così godere degli appoggi di corte,  portando in dote 60.000 talleri e dal quale ebbe otto figli:
- Maria (1602 – 1613);
- Luigia (1603 – ?), monaca a Milano in San Paolo con il nome di Angelica Bibiana Maria;
- Polissena (1606 – ?), monaca col nome di Angelica Luigia Marianna;
- Luigi (1608 – 1609);
- Marta (1610 – ?), monaca col nome di Maria Luigia;
- Luigi (1611 – 1636), erede del feudo;
- Giovanna (1612 – 1688), inizialmente accolta dalle Vergini di Gesù a Castiglione, andò sposa nel 1626 al nobile boemo Jiří Adam z Martinic (1602-1651; menzionato in italiano con il nome Giorgio Adamo Martinitz; in tedesco come Georg Adam von Martinitz, da non confondere con l'omonimo nipote, viceré di Napoli, vissuto tra il 1645 ed il 1714) e successivamente, nel 1655 a Diego de Zapata (1613-1674), Gran Cancelliere del Ducato di Milano;
- Ferdinando I (1614 – 1675).

## Ascendenza
|                                  |                                   |                             | Genitori |  |  | Nonni                    |  |  | Bisnonni                  |  |
|                                  |                                   |                             |          |  |  | Giovanni IV di Pernstein |  |  | Guglielmo II di Pernstein |  |
|                                  |                                   |                             |          |  |  | Giovanni IV di Pernstein |  |  | Guglielmo II di Pernstein |  |
|                                  |                                   | Giovanna di Liblitz         |          |  |  | Giovanni IV di Pernstein |  |  |                           |  |
| Vratislav von Pernstein          |                                   |                             |          |  |  | Giovanni IV di Pernstein |  |  |                           |  |
|                                  |                                   | Hedwig von Schellenberg     | …        |  |  |                          |  |  |                           |  |
|                                  |                                   | Hedwig von Schellenberg     | …        |  |  |                          |  |  |                           |  |
|                                  |                                   | Hedwig von Schellenberg     | …        |  |  |                          |  |  |                           |  |
| Bibiana Von Pernstein            |                                   | Hedwig von Schellenberg     |          |  |  |                          |  |  |                           |  |
|                                  | García Manrique de Lara y Mendoza | …                           |          |  |  |                          |  |  |                           |  |
|                                  | García Manrique de Lara y Mendoza | …                           |          |  |  |                          |  |  |                           |  |
|                                  | García Manrique de Lara y Mendoza | …                           |          |  |  |                          |  |  |                           |  |
| Maria Manrique de Lara y Mendoza | García Manrique de Lara y Mendoza |                             |          |  |  |                          |  |  |                           |  |
|                                  |                                   | Isabel de Briceño y Arévalo | …        |  |  |                          |  |  |                           |  |
|                                  |                                   | Isabel de Briceño y Arévalo | …        |  |  |                          |  |  |                           |  |
|                                  |                                   | Isabel de Briceño y Arévalo | …        |  |  |                          |  |  |                           |  |
|                                  |                                   | Isabel de Briceño y Arévalo |          |  |  |                          |  |  |                           |  |